# Sunset Park (novela)
Sunset Park es una novela de Paul Auster publicada en noviembre de 2010.

## Resumen
Ambientada durante la recesión financiera estadounidense de 2008, un chico salido del college, que ha escapado de su pasado durante 7 años, es forzado a abandonar novia y vida y volver a Nueva York. Allí se une a tres amigos okupas para vivir en una casa abandonada en el barrio de Sunset Park. A través de muchas situaciones de coincidencia y autodescubrimiento, se narra una historia sobre cómo reconectar con un mundo que una vez se dejó atrás y cómo retomar la vida humana tras un exilio voluntario.